# Oxynoidae
Oxynoidae Stoliczka, 1868 (1847) è una famiglia di molluschi gasteropodi marini appartenenti al superordine Sacoglossa.

## Tassonomia
La famiglia comprende i seguenti generi:
- Lobiger Krohn, 1847
- Lophopleurella Zilch, 1956
- Oxynoe Rafinesque, 1814
- Roburnella Ev. Marcus, 1982

Sinonimi
- Icarus Forbes, 1844 sinonimo di Oxynoe Rafinesque, 1814
- Oxinoe [sic] sinonimo di Oxynoe Rafinesque, 1814 (ortografia successiva errata [Blainville, 1824] di Oxynoe Rafinesque, 1814)
- Pterygophysis P. Fischer, 1883 sinonimo di Lobiger Krohn, 1847

### Alcune specie

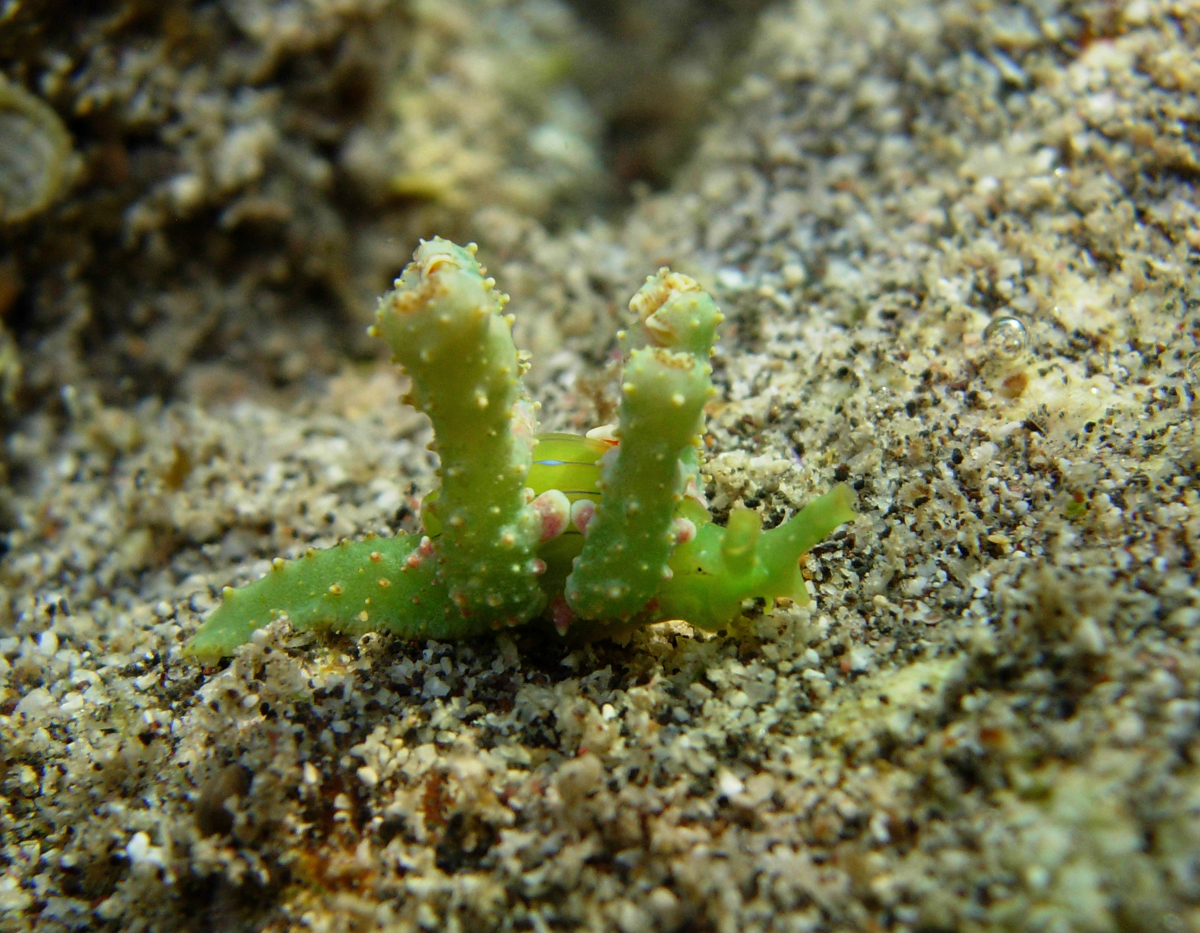
Lobiger souverbii
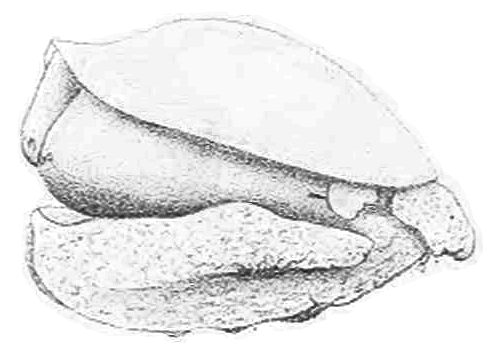
Conchiglia di Roburnella wilsoni (illustrazione)
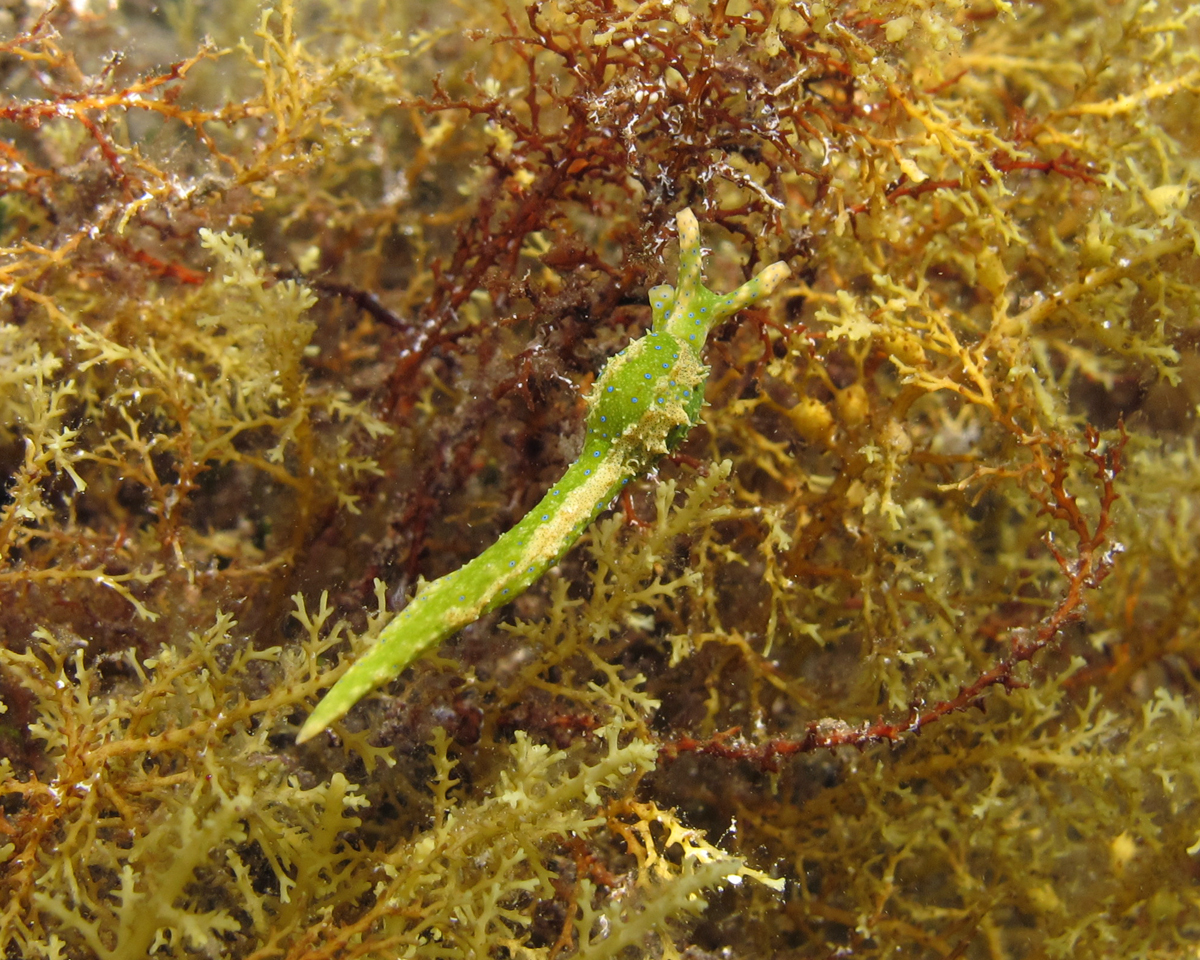
Oxynoe viridis
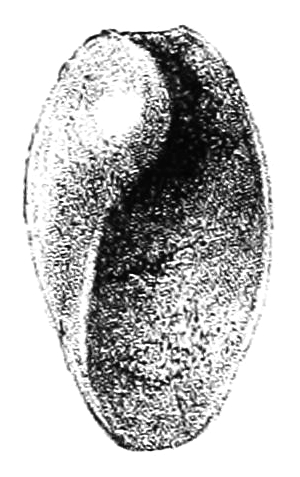
Conchiglia di Roburnella wilsoni (illustrazione)